# Tete a Tete Margareth
Tete a Tete Margareth é o sétimo álbum da carreira, primeiro ao vivo, da cantora e compositora baiana Margareth Menezes. O álbum foi lançado em 2003, e foi gravado na Concha Acústica do Teatro Castro Alves, em Salvador.

## Faixas
| N.º            | Título | Compositor(es)                                                                    | Duração |  |
| 1.             | "Estrela Ardente e Poderosa" | Humberto e Mendes Barbosa                                                         | 0:51    |  |
| 2.             | "Dandalunda" | Carlinhos Brown                                                                   | 3:22    |  |
| 3.             | "Do Céu, Do Mar E Do Campo" | Belchior                                                                          | 4:05    |  |
| 4.             | "Alegria da Cidade" | Lazzo Matumbi e Jorge Portugal                                                    | 5:11    |  |
| 5.             | "Marmelada" | George Decimmus e Velato Walakiar                                                 | 3:39    |  |
| 6.             | "Me Abraça e Me Beija" | Gileno Felix e Lazzo Matumbi                                                      | 5:34    |  |
| 7.             | "Vitalunda" | Carlinhos Brown                                                                   | 3:00    |  |
| 8.             | "Tote de Maianga" | Saul Barbosa, Gerônimo e Tony Osanah                                              | 2:42    |  |
| 9.             | "Jeito Cativo" | Bira Masculino                                                                    | 3:57    |  |
| 10.            | "Pout Pourri Bloco" (Noite dos Mascarados/Eu Quero é Botar Meu Bloco Na Rua)                                                                                    | Chico Buarque e Sérgio Sampaio                                                    | 4:38    |  |
| 11.            | "Pot Pourri Samba-Reggae" (Faraó, Divindades do Egito / Brilho de Beleza / Depois Que o Ilê Passar / Deus do Fogo e da Justiça / Uma História de Ifá (Elegibô)) | Luciano Gomes, Nego Tenga, Miltão, Carlinhos Brown, Ythamar Tropicália e Rey Zulu | 7:13    |  |
| 12.            | "O Quereres" | Caetano Veloso                                                                    | 3:19    |  |
| 13.            | "Chuviscado" | Margareth Menezes                                                                 | 4:07    |  |
| 14.            | "Blowing In The Wind" | Bob Dylan e Diana Pequeno                                                         | 4:35    |  |
| 15.            | "Carinhoso" | João de Barro e Pixinguinha                                                       | 4:45    |  |
| 16.            | "Faraó (Divindade do Egito)" | Luciano Gomes                                                                     | 5:34    |  |
| Duração total: | Duração total: | Duração total:                                                                    | 66:46   |  |